# Third Day
Third Day es una banda de rock cristiano formada en Georgia, en los Estados Unidos de América durante la década de 1990. Fue fundada por su cantante Mac Powell, el guitarrista Mark Lee y Billy Wilkins. Actualmente está conformada por Powell, Lee, el bajista Tai Anderson y el baterista David Carr. El nombre de la banda es una referencia a la resurrección de Jesús en el tercer día desde su crucifixión.

## Historia
En 1992, Mac Powell y Mark Lee se encontraban en la iglesia de Lee en la misma noche que David Carr y Tai Anderson tocaban con su banda Bullard Family Singers. Una vez que se conocieron, Mac y Mark invitaron a Carr y a Anderson a unirse a la banda.
En 1993, aún estudiando, empezaron a tocar en Atlanta. Durante este tiempo, Wilkins, quien trabajaba como profesor de escuela, decidió abandonar la banda. Third Day continuó trabajando en su primer álbum, grabando con Furies Studios en Atlanta. Finalmente, Long Time Forgotten fue lanzada en 1994 con 2000 copias disponibles. En 1995, la banda empezó a buscar otro guitarrista hasta que encontraron a Brad Avery. Avery fue llamado a una audición con la banda. Después de tocar Consuming Fire durante el primer ensayo, Avery fue oficialmente llamado a unirse a la banda.
Ya con la alineación casi formada, empezaron a tocar frecuentemente en las avenidas del sureste. Mientras se presentaban en el Stand Theatre de Marietta, Georgia, los propietarios ofrecieron un contrato a la banda: firmarían con una discográfica independiente llamada Gray Dot Records. Gracias a esto, la banda lanzó el álbum Third Day, que llegó a vender 20000 copias. Poco después, Reunion Records compró Gray Dot y la banda firmó con Reunion Records.

### Reunion Records
Ya bajo su contrato, Reunion Records lanzó la versión oficial de Third Day. El disco vendió alrededor de 300000 copias y fue bien recibida por los críticos. El álbum contenía el hit de Mainstream Rock Tracks, "Nothing at All", que alcanzó el puesto #34 en los listados de rock de Billboard. Ese mismo año, los Newsboys pidieron a Third Day que abrieran cinco de sus conciertos en West. Así, fueron invitados al tour de 65 ciudades junto a All Star United y Seven Day Jesus. El debut exitoso de la banda finalizó con una nominación a los GMA Dove Awards en la categoría de  Nuevo artista del año y otra al Billboard Music Award por Consuming Fire en la categoría de Mejor video cristiano, en la cual ganaron.
En el invierno de 1997, la banda empezó a trabajar en su segundo álbum, Conspiracy No. 5. Fue producido por Sam Taylor, quien antes había trabajado con King's X y otras bandas cristianas. El álbum fue nominado a un Grammy y ganó los premios Dove por Álbum rock del año y por canción rock del año ("Alien"). El año siguiente, la banda se dedicó a hacer giras por los Estados Unidos junto a los Newsboys. También en 1998, la banda grabó un cover de la canción de Michael W. Smith, Agnus Dei para su proyecto de compilación Exodus, ganador del Dove.

### Éxito internacional
En 1998, la banda comenzó a trabajar en su próximo proyecto titulado Time bajo la producción de Monroe Jones. Se había compilado aproximadamente 30 canciones para elegir durante el año pasado y terminaron con la elección de diez para el nuevo álbum. Time también fue nominado para un premio Grammy y ganó otro Premio Dove para la banda. Algunas de las canciones que fueron grabadas para su posible inclusión en el álbum, pero fueron dejadas de lado durante la producción, se pueden encontrar en el EP Southern Tracks. Durante los shows en vivo de la banda, la adoración en los conciertos se volvían cada vez más "poderosos", lo que llevó a la banda a editar un disco integrado exclusivamente por canciones de adoración. El siguiente álbum fue titulado Offerings: A Worship Album y tomó alrededor de una semana para grabar. En el año 2000 para apoyar tanto Time como Offerings, Third Day fue de gira junto a Jennifer Knapp. Más tarde el mismo año, la banda también colaboró en el proyecto City on a Hill: Songs of Worship and Praise junto a FFH, Caedmon's Call, Newsboys, Jars of Clay y otros.
En 2001, la banda tocó en Australia y Nueva Zelanda en los talones del éxito del álbum Offerings. Durante la gira en Estados Unidos, Third Day grabó uno de sus conciertos en Atlanta para ser lanzado como su primer DVD, The Offerings Experience. El concierto se celebró en el Hi-Fi Buys Amphitheatre con una asistencia de cerca de 15.000 personas. Ese mismo año, la banda ganó un total de cinco Premios Dove así como su primer Grammy. Se cerró el año con el lanzamiento de su quinto álbum de estudio, Come Together que ganó dos premios Dove y otro Grammy. El álbum fue certificado oro el próximo año, junto a Time. La banda apareció en la película de 2002 Joshua, la versión cinematográfica de la novela homónima de Joseph Girzone. La canción de Third Day My Hope is You se incluyó en la banda sonora de Joshua. En 2003, la banda lanzó una secuela de su álbum hit Offerings titulado Offerings II: All I Have to Give.
En 2004, la banda lanzó su séptimo álbum, Wire, y una gira por los Estados Unidos con tobyMac y Warren Barfield. En junio del mismo año, la banda viajó a Europa para una gira de dos semanas. A su regreso, la banda grabó un concierto en Louisville y lanzó el álbum en vivo, Live Wire. Durante ese año, colaboraron en la banda sonora de La Pasión de Cristo de Mel Gibson, participaron en la Convención Nacional Republicana y se presentaron en el programa 60 Minutes. En enero de 2007, la banda tocó una noche en Melbourne, otra en Brisbane y otra en Sídney, Australia.

### Años recientes
Su próximo álbum, Wherever You Are, debutó en el Billboard 200 en el puesto 8. La banda también recibió su tercer Grammy. Este éxito precedió al 2006, año en el que lanzarían Christmas Offerings, un álbum especial de Navidad; y al 2007, con un álbum de compilación de sus éxitos que llevó el título de Chronology. Su siguiente álbum de estudio se tituló Revelation y fue lanzado el 29 de julio de 2008. Poco antes, en febrero de 2008, Third Day emitió un comunicado anunciado la salida de Brad Avery de la banda tras 13 años y alrededor de 1000 conciertos realizados. Según el comunicado oficial, Avery dejó la banda para continuar con sus propios proyectos. Third Day no buscaría reemplazo y continuaría como cuarteto.
Tras la partida de Avery, la banda participó en el Rally Youth de abril de 2008 en St. Joseph's Seminary, Yonkers. Confirmando el lanzamiento de su nuevo álbum Revelation, la banda apareció en The Tonight Show de Jay Leno, donde interpretaron el primer sencillo titulado Call My Name; y el 20 de noviembre, se presentaron en el Late Late Show con Craig Ferguson, interpretando Revelation. La canción This Is Who I Am del álbum Revelation aparece en el videojuego de EA Sports NASCAR 09, aunque el álbum fue lanzado después del juego. El hit "Call My Name" fue la quinta canción más reproducida según la sección cristiana de la revista R&R de 2008.
La banda fue incluida en el Salón de la Fama de Música de Georgia el 19 de septiembre de 2009. Lanzaron Live Revelations, una versión en vivo del álbum Revelation en CD/DVD. En diciembre de 2009, Third Day fue nominado a 3 Grammys: El álbum Live Revelations fue nominado en la categoría de mejor álbum góspel de rock o rap y su sencillo "Born Again" fue nominado a 2 Grammys por Mejor actuación góspel y Mejor canción góspel. Ganaron el premio al mejor rock o rap, consiguiendo así el cuarto Grammy de su carrera. Live Revelations recibió certificación de Oro en abril, convirtiéndose en el octavo álbum de oro de la banda.
Third Day participó en el Winter Jam 2010, junto a artistas como Newsboys, Fireflight, Tenth Avenue North y otros. 
Tras lanzar el sencillo "Lift Up Your Face" en julio, Third Day presentó su noveno álbum de estudio, Move, el 19 de octubre de 2010. El día 30 finalizaron la promocionada gira de World Vision, "Make a Difference Tour 2010" junto a TobyMac, Michael W. Smith, Jason Gray y Max Lucado en Fayetteville, Carolina del Norte. Su canción Follow Me There, de Move, es el tema principal del show de TLC, Sarah Palin's Alaska que debutó en 2010.
Third Day lanzó su undécimo álbum Miracle el 6 de noviembre de 2012. Este álbum se lanzó en el sello Essential Records y fue producido por Brendan O'Brien.
El 3 de marzo del 2015 la banda publica su duodécimo álbum de estudio titulado Lead Us Back: Songs of Worship.El álbum  alcanzó el puesto número 20 en el Billboard 200, el número 1 en la lista de álbumes cristianos, el número 5 en la lista de mejores álbumes de rock y el número 13 en la Lista de álbumes digitales.
Para celebrar su 25 aniversario, Third Day lanzó el álbum de regreso a sus raíces, Revival, el 4 de agosto de 2017, grabado en FAME Studios en Muscle Shoals, Alabama.
El 2 de marzo de 2018, Third Day anunció su despedida con 12 shows como última oportunidad de verlos en vivo. La gira de despedida finalmente se expandió a 20 conciertos. El 27 de junio de 2018 en Denver fue el último espectáculo agregado.
En 2023 sacaron un álbum doble llamado ‘Third Day Live From The Farewell Tour’ para celebrar su aniversario número 25.

## Integrantes

### Actuales
- Mac Powell - Voz principal, guitarra acústica, pandereta
- Mark Lee - Guitarra eléctrica, Slide Guitar, voz de fondo
- Tai Anderson- Bajo, voz de fondo
- David Carr - Batería, percusión

Músicos auxiliares en giras:
- Scotty Wilbanks - Teclados, voz de fondo (desde 2005)
- Jason Hoard - Mandolina, banjo, guitarra, voz de fondo (desde 2010)

### Exmiembros
- Billy Wilkins, teclados. Wilkins fue uno de los miembros originales de Third Day, desde 1991 a 1993, junto a Powell y Lee. Incluso estuvo con el grupo cuando se unieron Anderson y Carr, quienes todavía estaban en la escuela secundaria en el momento. Actualmente es profesor de economía y administración. En 2004, grabó con Third Day en la interpretación del himno "Blessed Assurance" en un proyecto de Max Lucado.

- Geof Barkley, teclados. Barkley tocó los teclados en cada álbum en vivo y en cada show en vivo por casi 7 años. Además, participó en Wherever You Are. Aunque nunca fue un miembro oficial de la banda, Brad Avery describió a Barkley '"dentro de la banda pero no como un miembro de Third Day, ambas cosas son diferentes. Pero está en la banda, y participa con nosotros en cada noche en vivo, y él rockea."' La voz de fondo de Barkley en canciones como "God of Wonders", "Took My Place" y "You Are So Good To Me" se han convertido en partes integrales del sonido en vivo de Third Day. La última gira de Geof con Third Day fue en octubre de 2005 en Raleigh, Carolina del Norte.

- Brad Avery, guitarra. Traducción literal del Third Day Weblog por Third Day. "Third Day y Brad Avery han tomado la muy difícil decisión de separarse. Apreciamos las muchas contribuciones de Brad a la banda, incluyendo su trabajo en nuestro cuarto álbum que está por venir, pero ha llegado el momento de tomar rumbos diferentes. Brad ha formado parte importante de Third Day durante los últimos 13 años, etapa en la que viajamos por el mundo juntos y nos presentamos en alrededor de 1000 conciertos. Lo extrañaremos como miembro de la banda, sin embargo, siempre seguirá siendo nuestro hermano y amigo. Brad es una persona maravillosa, un dotado escritor y un músico talentoso. Confiamos en que Dios tiene planes maravillosos para su futuro."  Avery dejó la banda el 28 de febrero de 2008.

## Discografía

### Álbumes de estudio y en vivo
| Título del álbum                      | Fecha de lanzamiento     | Discográfica      | Billboard 200 | Certificación de la RIAA |
| ------------------------------------- | ------------------------ | ----------------- | ------------- | ------------------------ |
| Third Day                             | 1996                     | Reunion Records   | -             | Oro                      |
| Conspiracy No. 5                      | 26 de agosto de 1997     | Reunion Records   | 50            | ---                      |
| Time                                  | 24 de agosto de 1999     | Essential Records | 63            | Oro                      |
| Offerings: A Worship Album            | 11 de julio de 2000      | Essential Records | 66            | Platino                  |
| Come Together                         | 6 de noviembre de 2001   | Essential Records | 31            | Oro                      |
| Offerings II: All I Have to Give      | 4 de marzo de 2003       | Essential Records | 18            | Oro                      |
| Wire                                  | 4 de mayo de 2004        | Essential Records | 12            | Oro                      |
| Live Wire                             | 23 de noviembre de 2004  | Essential Records | -             | Platino                  |
| Wherever You Are                      | 1 de noviembre de 2005   | Essential Records | 8             | Oro                      |
| Christmas Offerings                   | 17 de octubre de 2006    | Essential Records | 78            | ---                      |
| Chronology Volume 1                   | 27 de marzo de 2007      | Essential Records | 61            | ---                      |
| Chronology Volume 2                   | 7 de agosto de 2007      | Essential Records | 73            | ---                      |
| Revelation                            | 29 de julio de 2008      | Essential Records | 6             | Oro                      |
| Live Revelations                      | 7 de abril de 2009       | Essential Records | 145           | Oro                      |
| Move                                  | 19 de octubre de 2010    | Essential Records | 9             | ---                      |
| Miracle                               | 6 de noviembre de 2012   | Essential Records | 10            | ---                      |
| Lead Us Back                          | 3 de marzo de 2015       | Essential Records | 20            | ---                      |
| Revival                               | 4 de agosto de 2017      | Essential Records | 89            | ---                      |
| Third Day Live From The Farewell Tour | 15 de septiembre de 2023 |                   |               | ---                      |

### EP
| Título del álbum          | Fecha de lanzamiento | Discográfica      | Información adicional                                                          |
| ------------------------- | -------------------- | ----------------- | ------------------------------------------------------------------------------ |
| Southern Tracks           | 24 de agosto de 1999 | Essential Records | Lanzado con copias limitadas de Time.                                          |
| Carry Me Home             | Agosto de 2002       | Essential Records | Grabado en beneficio de Habitat for Humanity durante la gira de Come Together. |
| Wherever You Are Bonus CD | Noviembre de 2005    | Essential Records | Lanzado en cantidades limitadas con la compra de Wherever You Are.             |

### Álbumes independientes
| Título del álbum    | Fecha de lanzamiento | Discográfica     |
| ------------------- | -------------------- | ---------------- |
| Long Time Forgotten | 1993                 | Independiente    |
| Contagious          | 1994                 | Independiente    |
| Third Day           | 1995                 | Gray Dot Records |

### Sencillos de radio

#### 1996-2000
| 1996                                                              | "Forever"                      | 1 | 3  | —  | Third Day        |
| 1996                                                              | "Blackbird"                    | 1 | —  | —  | Third Day        |
| 1996                                                              | "Nothing At All"               | 1 | —  | —  | Third Day        |
| 1997                                                              | "Consuming Fire"               | 6 | —  | —  | Third Day        |
| 1997                                                              | "Love Song"                    | — | 20 | —  | Third Day        |
| 1997                                                              | "Alien"                        | 1 | —  | —  | Conspiracy No. 5 |
| 1998                                                              | "Who I Am"                     | — | 1  | —  | Conspiracy No. 5 |
| 1998                                                              | "My Hope Is You"               | — | 2  | —  | Conspiracy No. 5 |
| 1998                                                              | "Have Mercy"                   | 2 | —  | —  | Conspiracy No. 5 |
| 1998                                                              | "Agnus Dei"                    | — | 2  | —  | Exodus           |
| 1999                                                              | "I've Always Loved You"        | — | 1  | 1  | Time             |
| 1999                                                              | "Sky Falls Down"               | 1 | 1  | —  | Time             |
| 2000                                                              | "Your Love Oh Lord (Psalm 36)" | — | 1  | 18 | Time             |
| 2000                                                              | "King of Glory"                | — |    | 13 | Offerings        |
| "—" denota que el lanzamiento no logró entrar en lista de éxitos. |                                |   |    |    |                  |

#### 2001-presente
| 2001 | "Come Together"         | -- | 1  | 1  | —                | Come Together |
| 2002 | "Show Me Your Glory"    | -- | —  | 17 | 1                | Come Together |
| 2002 | "Nothing Compares"      | -- | —  | —  | 5                | Come Together |
| 2003 | "You Are So Good To Me" | 1  | —  | 1  | 1                | Offerings II  |
| 2004 | "Sing A Song"           | 1  | —  | 4  | 1                | Offerings II  |
| 2004 | "God Of Wonders"        | ?  | ?  | ?  | 1                | Offerings II  |
| 2004 | "I Believe"             | 3  | —  | —  | 1                | Wire          |
| 2004 | "Come on Back to Me"    | 21 | 6  | 5  | —                | Wire          |
| 2004 | "You Are Mine"          | 21 | ?  | ?  | ?                | Wire          |
| 2005 |                         |    |    |    |                  |               |
| "Cry Out to Jesus" | 1                       | —  | 1  | 1  | Wherever You Are |               |
| 2006 | "Mountain of God"       | 1  | —  | 18 | Wherever You Are | 1             |
| 2006 | "Tunnel"                | 7  | ?  | ?  | Wherever You Are | ?             |
| 2006 | "I Can Feel It"         | ?  | 25 | —  | Wherever You Are | —             |
| 2008 | "Call My Name"          | 1  | ?  | ?  | ?                | Revelation    |
| 2008 | "Revelation"            | 3  | ?  | ?  | ?                | Revelation    |
| 2009 | "Born Again"            | 4  | ?  | ?  | ?                | Revelation    |
| 2010 | "Lift Up Your Face"     | 12 | ?  | 2  | 9                | Move          |
| 2010 | "Children of God"       | 4  | ?  | 12 | 4                | Move          |
| 2011 | "Make Your Move"        | 43 | —  | 12 | —                | Move          |
| "—" denota que el lanzamiento no logró entrar en lista de éxitos "--" denota que la lista no existía en ese momento "?" denota que las posición en la lista es desconocida |                         |    |    |    |                  |               |

#### Otras
Las siguientes canciones no fueron lanzadas como sencillos, pero fueron posicionadas en listas.
| Año  | Canción      | Artista   | Lista           | Posición | Álbum      |
| ---- | ------------ | --------- | --------------- | -------- | ---------- |
| 2009 | "Run To You" | Third Day | Christian Songs | 30       | Revelation |

## Vídeos musicales
- "Consuming Fire" (1996)
- "You Make Me Mad" (1997)
- "Your Love Oh Lord" (1999)
- "Cry Out To Jesus" (2006) - El rodaje original del video musical de "Cry Out To Jesus".
- "Cry Out To Jesus" (versión de la banda) (2006) - Rodaje del video musical de "Cry Out To Jesus" en el cual la banda aparece en el estudio en varias de las tomas. Aparece en el DVD de Chronology: Volume I.
- "Revelation" (2009)- En vivo, aparece en el DVD de Live Revelations.
- "Lift Up Your Face" (2010)
- "Children of God" (2011)

## DVD en vivo
- The Offerings Experience (2002)
- The Come Together Tour (2003)
- Live Wire (2004)
- Christmas Offerings (2008)
- Live Revelations (2009)

## Premios

### American Music Awards
- 2008: American Music Award por Artista favorito contemporáneo inspiracional del año.

### Premios Grammy
- 2002: Grammy al mejor álbum góspel rock por Come Together.
- 2005: Grammy al mejor álbum góspel rock por Wire.
- 2007: Grammy al mejor álbum góspel pop/contemoporáneo por Wherever You Are.
- 2010: Grammy al mejor álbum góspel rock o rap por Live Revelations.

### Gospel Music Awards
- 1998: Premio Dove al álbum rock del año por Conspiracy No. 5.
- 1998: Premio Dove a la mejor canción grabada rock por "Alien".
- 1999: Premio Dove al álbum de evento especial del año por Exodus.
- 2000: Premio Dove al álbum rock del año por Time.
- 2001: Premio Dove al grupo del año.
- 2001: Premio Dove al artista del año.
- 2001: Premio Dove a la canción grabada rock del año por "Sky Falls Down".
- 2001: Premio Dove al álbum de alabanza y adoración del año por Offerings: A Worship Album.
- 2001: Premio Dove al álbum de evento especial del año por City on a Hill: Songs of Worship and Praise.
- 2002: Premio Dove al grupo del año.
- 2002: Premio Dove al video musical en versión larga del año por Third Day Live in Concert - The Offerings Experience.
- 2002: Premio Dove al álbum rock del año por Come Together.
- 2002: Premio Dove a la canción grabada rock del año por "Come Together".
- 2003: Premio Dove al grupo del año.
- 2003: Premio Dove a la canción grabada rock del año por "40 Days".
- 2003: Premio Dove al álbum de evento especial del año por City on a Hill: Sing Alleluia.
- 2004: Premio Dove al álbum de alabanza y adoración del año por Offerings II: All I Have to Give.
- 2004: Premio Dove video musical en versión larga del año por Third Day Live in Concert, The Come Together Tour.
- 2005: Premio Dove al álbum de evento especial del año por The Passion of the Christ: Songs.
- 2005: Premio Dove al álbum rock/contemporáneo del año por Wire.

| Año  | Categoría                                                                             | Resultado |
| ---- | ------------------------------------------------------------------------------------- | --------- |
| 2004 | Grupo del año                                                                         | Nominado  |
| 2004 | Canción rock grabada del año ("Sing a Song")                                          | Nominado  |
| 2004 | Canción rock grabada del año ("You Are So Good to Me")                                | Nominado  |
| 2004 | Canción de adoración del año ("God of Wonders")                                       | Nominado  |
| 2004 | Álbum de alabanza y adoración del año (Offerings II: All I Have to Give)              | Ganador   |
| 2004 | Long Form Music Video of the Year (Third Day Live In Concert, The Come Together Tour) | Ganador   |
| 2005 | Canción rock grabada del año ("Come on Back to Me")                                   | Nominado  |
| 2005 | Álbum rock/contemporáneo del año (Wire)                                               | Ganador   |
| 2006 | Canción del año ("Cry Out to Jesus")                                                  | Nominado  |
| 2006 | Canción pop/contemporáneo grabada del año ("Cry Out to Jesus")                        | Ganador   |
| 2006 | Álbum rock/contemporáneo del año (Wherever You Are)                                   | Nominado  |
| 2006 | Video musical versión larga del año (Live Wire)                                       | Nominado  |
| 2007 | Artista del año                                                                       | Nominado  |
| 2007 | Canción del año ("Cry Out to Jesus")                                                  | Nominado  |
| 2007 | Álbum de Navidad del año (Christmas Offerings)                                        | Ganador   |
| 2009 | Artista del año                                                                       | Nominado  |
| 2009 | Grupo del año                                                                         | Nominado  |
| 2009 | Álbum pop/contemporáneo del año (Revelation)                                          | Ganador   |
| 2009 | Música hecha y grabada del año (Revelation)                                           | Ganador   |
| 2010 | Video musical versión larga del año (Live Revelations)                                | Nominado  |
| 2011 | Álbum rock/contemporáneo del año (Move)                                               | Nominado  |
| 2011 | Canción rock/contemporáneo grabada del año ("Lift Up Your Face")                      | Nominado  |
| 2011 | Música hecha y grabada del año (Move)                                                 | Ganador   |

### Lo mejor de los 2000 de Billboard
- #3 Álbumes cristianos de artista de la década
- #5 Canciones cristianas de artista de la década
- #15 Canción cristiana de la década: "Cry Out To Jesus"
- #27 Canción cristiana de la década: "Call My Name"
- #39 Canción cristiana de la década: "You Are So Good To Me"
- #43 Canción cristiana de la década: "Mountain Of God"
- #28 Álbum cristiano de la década: "Wherever You Are"
- #33 Álbum cristiano de la década: "Come Together"
- #37 Álbum cristiano de la década: "Offerings: A Worship Album"
- #39 Álbum cristiano de la década: "Offerings II: All I Have To Give"